# Maurice Garin
Maurice Garin, francoski kolesar, * 3. marec 1871, Arvier, Italija, † 19. februar 1957, Lens, Francija.
Garin je najbolj znan kot zmagovalec prve dirke po Franciji. 
Rojen je bil v italijanskem Arvierju (Dolina Aoste) blizu meje s Francijo. Skupaj z družino se je preselil v Francijo, kjer je decembra 1901 prejel francosko državljanstvo. 

## Kariera
Njegova kolesarska kariera se je začela leta 1892 v severni Franciji, kjer je tekmoval skupaj s svojima bratoma Ambroisom in Césarom na regionalnih dirkah. Že leto kasneje je dobil 24-urno dirko po Liègu v Belgiji, leta 1895 je sledila zmaga na vztrajnostni dirki Bol d'Or v Vincennskem parku jugovzhodno od Pariza. Leta 1900 je sodeloval na olimpijskih igrah, kjer je v 24-urni kolesarski dirki za profesionalce, s strani MOK nepriznani kot olimpijski, osvojil bronasto medaljo. V letu 1902 je zmagal na 500 km dolgi dirki Bordeaux-Pariz, leto kasneje pa je bil skupni zmagovalec prve dirke po Franciji. Dobil je tudi drugo dirko po Franciji, vendar je bil kasneje diskvalificiran zaradi nepojasnjenih vzrokov.